# Dami Im
Dami Im (Seül, 17 d'octubre de 1988) és una cantant australiana d'origen coreà. Va ser la guanyadora de la cinquena edició del programa de telerealitat The X Factor, versió australiana, l'any 2012. Gràcies a això va poder començar a projectar una carrera musical. Internacionalment, però, és molt més coneguda per haver representat el seu país al Festival d'Eurovisió l'any 2016, quedant-se a pocs punts d'haver-lo guanyat. La seva cançó "Sound of Silence" va aconseguir el segon lloc, la cantant ucraïnesa Jamala en va ser la guanyadora.
La Dami Im va néixer a Corea del Sud el dia 17 d'octubre de 1988. És la més gran dels seus dos germans. Va començar al món de la música molt jove, començant a aprendre a tocar el piano i a cantar amb només cinc anys.
Als nou anys, juntament amb el seu germà petit, en Kenny, i la seva mare, emigra cap a Austràlia on s'hi establisquen, a Brisbane. Pensant que hi trobarien més oportunitats, el pare es queda a Corea del Sud per guanyar diners i ajudar la família. Als onze anys, l'Im és acceptada a la Yong Conservatorium of Muisc de la Griffith University. Acaba per graduar-se el 2005. Actualment, després d'anys, el matrimoni passa el temps repartit pels dos països.